# Muara Ampolu
Muara Ampolu is een bestuurslaag in het regentschap Tapanuli Selatan van de provincie Noord-Sumatra, Indonesië. Muara Ampolu telt 1686 inwoners (volkstelling 2010).